# Erik Anton Virtanen
Erik Anton Virtanen (E.A., Erkki), född 29 september 1897 i Åbo, död 28 november 1970 i Helsingfors, var en finländsk etnograf. 
Virtanen blev student 1916, filosofie kandidat 1926, filosofie licentiat 1950 och filosofie doktor 1952. Han var docent i finsk-ugrisk folkloristik vid Helsingfors universitet 1951–1952 och extra ordinarie professor i finsk-ugrisk etnografi där 1953–1964. Han publicerade ett stort antal etnografiska arbeten från så vitt skilda områden som folkkulturen i Egentliga Finland, seder och sedvanerätten hos finnar, karelare och samer samt fiskeförhållandena i Östkarelen. Han var adjungerad ledamot av Kalevalasällskapet 1951. 